# Psilocerea aspilates
Psilocerea aspilates är en fjärilsart som beskrevs av Claude Herbulot 1954. Psilocerea aspilates ingår i släktet Psilocerea och familjen mätare. Inga underarter finns listade.